# Echiothrix centrosa
Echiothrix centrosa és una espècie de mamífer rosegador de la família dels múrids. És endèmica de Sulawesi (Indonèsia), on viu a altituds d'entre 0 i 985 msnm. S'alimenta de cucs. El seu hàbitat natural són les selves perennifòlies tropicals de plana. Està amenaçada per la tala d'arbres. El seu nom específic, centrosa, significa ‘cap endins’ en llatí.